# Sụt lún

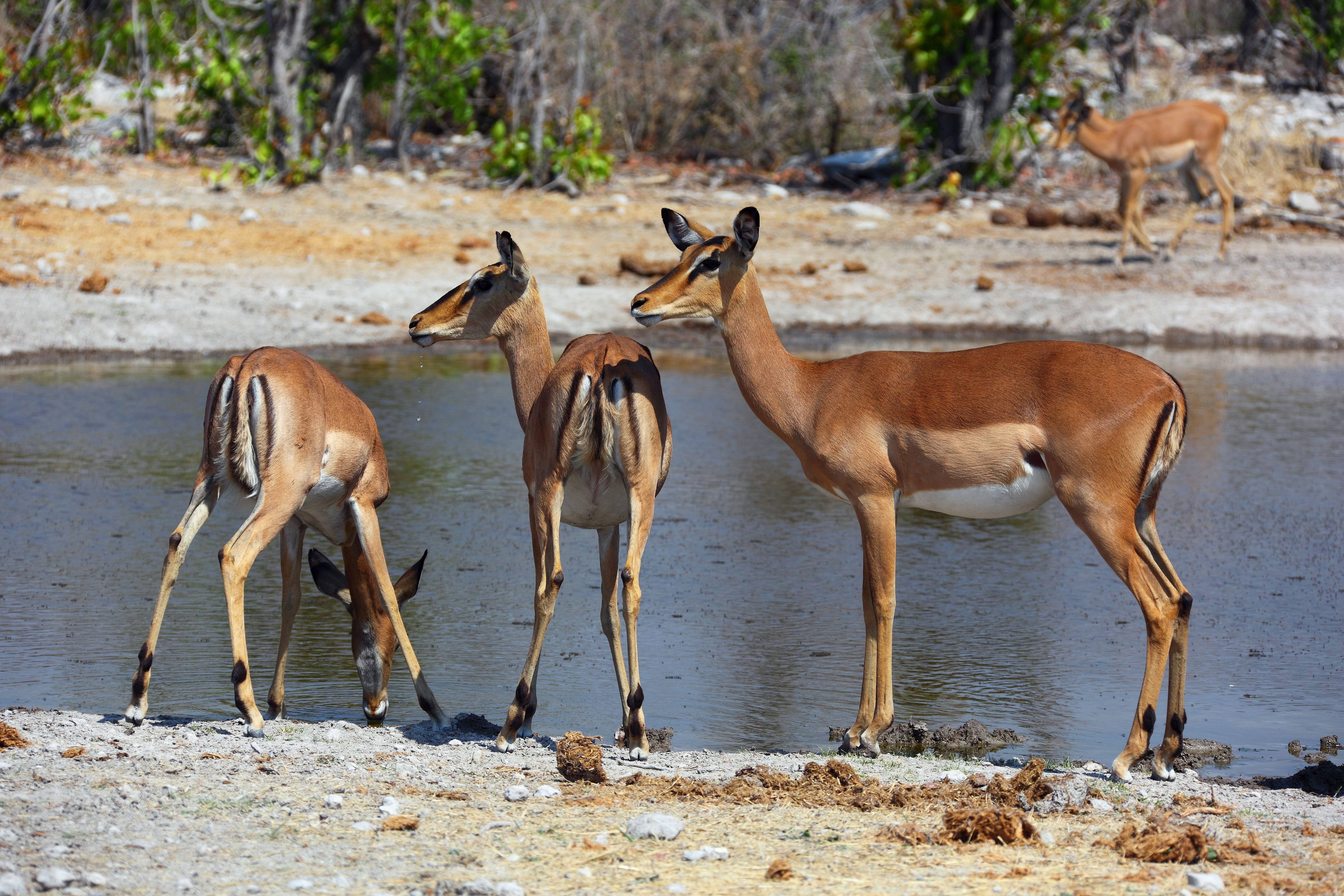
Vũng nước trên hình là sụt lún tự nhiên, chỗ nước tụ đọng và động vật đến mà uống.

Sụt lún chỉ mảng kiến tạo sụt xuống. Nguyên nhân hình thành rất đa dạng. Thuật ngữ này không có hạn chế tiêu chuẩn kích thước lớn nhỏ hoặc hình dạng, thí dụ như bồn địa (basin), lòng máng (slot), hào đất, thung lũng tách giãn (rift valley), v.v Cho nên các loại xuống thấp này có thể trực tiếp gây ra nguyên nhân chuyển động vỏ Trái Đất hướng vào các cạnh rìa, cũng có thể do chỗ ép nén hoặc kéo duỗi hướng vào cạnh bên mà sinh ra và phát triển.

## Giải nghĩa
Sụt lún phiếm chỉ kiến tạo xuống thấp của phần trên vỏ Trái Đất mà không giống nhau về nguyên nhân hình thành. Thuật ngữ này không có hạn chế tiêu chuẩn kích thước lớn nhỏ hoặc hình dạng, thí dụ như bồn địa (basin), lòng máng (slot), địa hào (graben), lũng tách giãn (rift valley), v.v Cho nên các loại xuống thấp này có thể trực tiếp gây ra nguyên nhân chuyển động vỏ Trái Đất hướng vào các cạnh rìa, cũng có thể do chỗ ép nén hoặc kéo duỗi hướng vào cạnh bên sinh ra.
1. Vùng lún xuống hình dạng đĩa bên trong vỏ Trái Đất, nó là đặc trưng vì đứt gãy trầm tích của bồn địa không có hoặc không sinh sản, do đó thành là đơn nguyên kiến tạo (tectonic unit) được xếp cạnh nhau với gãy lún (downfault).
2. Đơn nguyên kiến tạo cấp đầu tiên của phạm vi lún xuống tương đối mạnh thêm bên trong bồn địa. Nó có thể là một trong những trung tâm nhiều hay ít sự lún xuống của bồn địa bên trong craton, cũng có thể là vùng lún xuống của bồn địa lũng tách giãn phức tạp (thí dụ như sụt lún Tế Dương của bồn địa Vịnh Bột Hải[2]), thế thì nó là đơn nguyên kiến tạo được xếp với nhô lên (swell) nhưng mà tương phản tính chất.

## Phân biệt sụt lún với lõm lún

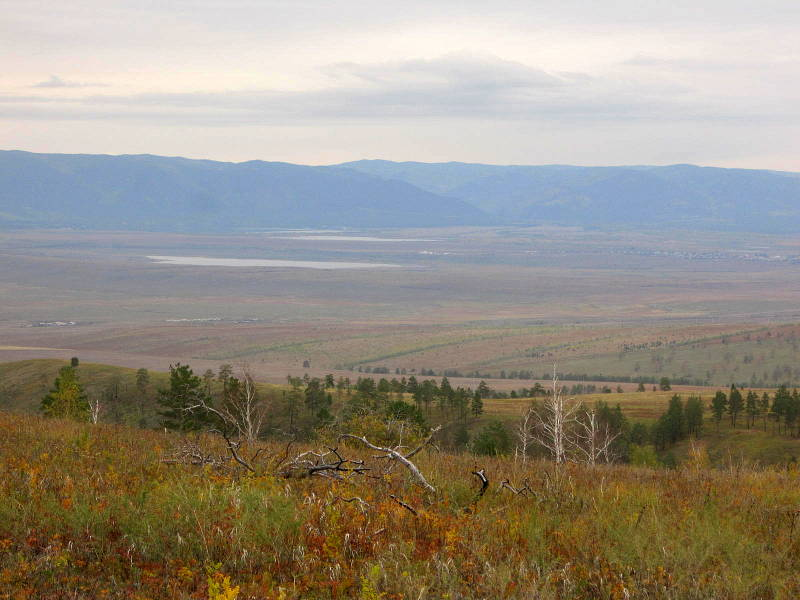
Sụt lún

Lõm lún và sụt lún là khái niệm không giống nhau, sự tách biệt biểu thị đơn nguyên kiến tạo của bồn địa mà loại cấp không giống nhau, sụt lún là đơn nguyên kiến tạo cấp thứ nhất của bồn địa, thí dụ như sụt lún Tế Dương của bồn địa Vịnh Bột Hải, lõm lún là đơn nguyên kiến tạo cấp thứ hai của bồn địa, thí dụ như lõm lún Đông Doanh (Dongying sag) của sụt lún Tế Dương, nhưng lại có đơn nguyên kiến tạo cấp thứ ba ví như trũng lún. Nhô lên (swell) và lồi lên (convex) cũng là khái niệm không giống nhau về cấp bậc.
Lõm lún và sụt lún là hàm chứa đơn nguyên kiến tạo của một cấp bậc vùng dầu khí, loại cấp của sụt lún phải cao hơn lõm lún một điểm: sụt lún thuộc về đơn nguyên kiến tạo cấp thứ nhất (viết tắt là cấp thứ), là khu vực sâu nhất của nền móng bồn địa bị che lấp, chôn vùi xuống, trầm tích tầng đá mũ (cap rock) sinh trưởng đầy đủ cả, độ dày to, nham tướng (lithic facies) tương đối ổn định; lõm lún là đơn nguyên kiến tạo cấp thứ hai (viết tắt là cấp á), ranh giới giữa các đơn nguyên kiến tạo cấp thứ nhất như sụt lún hoặc nhô lên với các đơn nguyên kiến tạo cấp thứ hai như gương lò dài (long wall) hoặc nếp lồi (anticline), chúng thông thường được tính toán và phân chia ở trong bồn địa chứa dầu khí có hình trạng to lớn dựa vào một ít cấu tạo địa chất nào đó tương đối phức tạp.
Bồn địa gãy lún chỉ khối đất lún xuống trong kiến tạo khối đứt gãy (Fault-block theory), còn gọi là địa hào. Ngoại hình của nó bị đường đứt gãy khống chế, phần lớn có hình dạng sợi hẹp và dài, rìa mép của bồn địa gãy lún do vách đá đứt gãy hợp thành, độ dốc cao gần như thẳng đứng, đường biên thông thường là đường đứt gãy. Trôi qua theo thời gian, trong bồn địa gãy lún vật chất trầm tích đang thêm vào cho đủ từ lúc khu vực có núi bóc mòn đến về sau, nước ở phía trên nó hoặc nước đọng hình thành hồ chằm (như hồ Baikal, hồ Điền Trì) hoặc do tác dụng tích tụ của dòng sông cho nên bị chỗ vật chất bồi tích của dòng sông chứa đầy, hình thành đồng bằng bồi tích (aggraded floodplain), hồ tích nước và bồi tích mà bị dãy núi vây quanh. Như bồn địa giữa núi (intermontane basin) ở phía giữa Thái Hàng Sơn và đồng bằng bồi tích, bồi tích ở phía giữa lũng địa hào đang sinh ra và phát triển. Bồn địa gãy lún thấp về mức mặt biển được gọi là đất trũng lục địa.
Bồn địa (basin) là đơn nguyên kiến tạo hướng âm mang cấp bậc lớn nhất, tương đối thích hợp với nó là đai tạo núi, đai uốn nếp, sự tách biệt đã đại biểu kiến tạo hướng âm và kiến tạo hướng dương mà có quy mô to lớn nhất trên Trái Đất, nhưng mà ngay cả mặt bên trong của bồn địa không phải là vùng đất bằng phẳng có thể phi nước đại thẳng qua, cũng là sự xen lẫn lũng suối cao và thấp, trồi lên và hạ thấp xuống, vì thế mặt bên trong bồn địa, lại thêm tính toán và phân chia sụt lún đơn nguyên kiến tạo hướng âm và nhô lên đơn nguyên kiến tạo hướng dương, cùng lí do, mặt bên trong sụt lún đơn nguyên hướng âm cũng không phải là bằng phẳng, ở bên trong sụt lún, lại thêm tính toán và phân chia trũng lún đơn nguyên hướng âm và lồi lên (stick out), cho nên trũng lún thuộc về đơn nguyên kiến tạo cấp thứ ba.

## Sụt lún điển hình

### Sụt lún Tế Dương
Sụt lún Tế Dương ở vào phía đông bình nguyên Hoa Bắc, trong kiến tạo nó thuộc về đơn nguyên kiến tạo cấp thứ nhất của bồn địa vịnh Bột Hải, do bởi sụt lún Tế Dương là bồn địa biến ra dầu trọng yếu của Trung Quốc, do đó nó được quan tâm và chú ý gấp bội của nhà địa chất học, đồng thời nêu ra quan điểm nguyên nhân hình thành bồn địa khác nhau. Ví dụ như ông Tông Quốc Hồng đề xuất, sụt lún Tế Dương là do gánh vác chập chồng của ba hình mẫu bồn địa là bồn địa đảo ngược (Inverted basin), bồn địa quay phải (Dextrorotation basin) và lũng tách giãn chủ động mà thành nên. Cũng có người cho rằng đối lưu nhiệt manti dẫn đến ảnh hưởng kéo duỗi vỏ Trái Đất là nguyên nhân chủ yếu hình thành sụt lún Tế Dương. Ông Tất Gia Phúc và cộng tác viên của ông ấy dùng mô thức kéo duỗi tổ hợp mà chia tầng lớp bóc tách để giải thích kiến tạo kéo duỗi của khu vực này. Vậy nên thêm nhiều người nhấn mạnh sự nâng lên của manti và tác dụng cắt bổ (shear) cùng nhau đã tạo thành bồn địa như hiện nay.

### Sụt lún Biển Chết
Sụt lún Biển Chết là điểm thấp nhất trên Trái Đất, lún xuống 400 mét (1300 feet) dưới mức mặt biển, ở vào giữa ba quốc gia Israel, Jordan và Syria, kinh độ - vĩ độ là 31°32′B - 35°29′Đ. Sụt lún Biển Chết bao gồm một phần biển Chết, biển Galilee và sông Jordan, đất canh tác và rất nhiều làng xã có diện tích lớn. Tuy nhiên, mức mặt biển này thay đổi liên miên không dứt, nguyên nhân chủ yếu là lượng giáng thủy, lượng bốc hơi, tưới tiêu, nghề sản xuất muối và một ít tác động tự nhiên khác và hoạt động loài người gây tổn hại đến sông Jordan, biển Chết cùng với các nhánh sông của nó. Những con sông được biết đến trong khu vực, thỉnh thoảng khi trời mưa, các con sông chảy vào biển nhỏ, nhưng chủ yếu là sông Jordan chảy từ phía bắc. Khí hậu cực kì khô, sự dẫn dòng của sông nhánh với nhiều mục đích sử dụng cho con người, và phương án bay hơi muối lớn ở vùng biển phía nam đã dẫn đến sự sụt giảm mạnh ở mức mặt biển. Ngày nay, bán đảo Lisan (phía dưới trung tâm) tạo thành một cây cầu lục địa (land bridge) thông suốt biển Chết, phần phía nam bồn địa được cắt từ phía bắc, và nó được sử dụng để bay hơi muối và khoáng chất từ nước.
Sụt lún Biển Chết xảy ra ở vùng đứt gãy, nơi mảng Ả Rập ở phía đông đang kéo về phía bắc, cách xa mảng châu Phi ở phía tây. Cao địa (highland) và cao nguyên (plateaus) ở hai bên đường đứt gãy (rift) kết thúc trên dốc đứng tại bờ biển. Cảnh quan xanh ở phía đông biển Chết cho thấy nơi đây có lượng mưa nhiều hơn Bờ Tây mà là nơi cháy nắng và khô cằn.
Ở Jordan về phía đông Biển Chết, lũng tách giãn từ biển Galilee ở phía bắc đến vịnh Aqaba ở phía nam được gọi là vùng Ghor. Tổ chức Lương thực và Nông nghiệp Liên Hợp Quốc báo cáo, do sự tồn tại của thủy lợi nên vùng Ghor là một trong những khu vực nông nghiệp quan trọng nhất khắp cả vùng. Rau cỏ, quả cam chanh và chuối là loại cây phổ biến nhất.